# Doxa Katokopia
Doxa Katokopia (Grieks: Δόξα Κατωκοπιάς) is een Cypriotische voetbalclub oorspronkelijk uit Katokopia, een district van de hoofdstad Nicosia. Na de Turkse invasie van Cyprus in 1974 viel Katokopia onder Turkse bezetting en verhuisde de club naar het nabijgelegen Peristerona op het Griekse deel van het eiland.
De club speelde in 1998/99 voor het eerst in de hoogste klasse maar degradeerde meteen weer. In 2000 promoveerde de club opnieuw en kon dit keer het behoud verzekeren. Maar in het tweede seizoen kon de club toch niet standhouden en degradeerde weer. In 2003/04 speelde de club opnieuw in de hoogste klasse maar werd laatste met slechts één overwinning. Ook in 2012 promoveerde de club.

## Bekende (ex-)spelers
- Fangio Buyse
- Mike Mampuya
- Henri Eninful
- Cédric Yamberé